# Entkosakisierung
Als Entkosakisierung oder Dekosakisierung (russisch Расказа́чивание) wird die von 1918 bis 1933 unter Lenin und Stalin verfolgte Politik der Bolschewiki bezeichnet, die Volksgruppe der Kosaken als soziale und kulturelle Gemeinschaft weitgehend zu eliminieren. Ihre wichtige Position als Stütze des ehemaligen Russischen Kaiserreiches, die unmittelbare Opposition der Kosaken gegen die Machtübernahme der Bolschewiki sowie ihre bisherige Rolle im Russischen Bürgerkrieg führten im Januar 1919 zu dem erstmaligen Entschluss der sowjetischen Führung, die Elite sowie die den Bolschewiki feindlich gesinnten Personen aus dieser Bevölkerungsgruppe auszulöschen. Ihre Siedlungsgebiete wurden in Lenins Worten als die „sowjetische Vendée“ bezeichnet. Nach der geheimen von Jakow Swerdlow unterzeichneten Richtlinie An alle verantwortlichen Genossen, die in den Kosakenregionen arbeiten des Zentralkomitees der Kommunistischen Partei Russlands (Bolschewiki) vom 24. Januar 1919 sollte „schonungsloser Massenterror die reichen Kosaken ebenso wie diejenigen, die sich gegen die Sowjetmacht gestellt haben, bis zum letzten Mann ausrotten.“ Der russische Historiker Gennadi Matischow bezeichnet die Aktion als „Genozid“. Die Toten kippten die Bolschewiki massenhaft in Schluchten oder in den Fluss Don, was zu einer Protestnote der Türkei an die Sowjetregierung wegen der Verschmutzung des Schwarzen Meeres durch Leichen führte.
Nach dem Bürgerkrieg erhielten die Kosaken im Gegensatz zu den Nationalitäten in Sowjetrussland bzw. ab 1922 in der Sowjetunion keinen besonderen Status und Territorien. Die bis dahin bestehenden Kosakenheere wurden aufgelöst. Kosaken wurden als erste Bevölkerungsgruppe in den Jahren 1920 und 1921 in Sowjetrussland Opfer von Zwangsdeportationen. Die Zeit der Neuen Ökonomischen Politik brachte in den Gebieten der ehemaligen Kosakenheere eine Atempause und die Landwirtschaft erholte sich dort langsam wieder. Während der 1929 eingeleiteten Zwangskollektivierung in der Sowjetunion waren die Kosaken auch von der „Entkulakisierung“ betroffen und wurden zu hunderttausenden nach Nordrussland und Sibirien deportiert. Die durch die Zwangskollektivierung in der Sowjetunion hervorgerufene Hungersnot forderte auch unter den Kosaken viele Opfer. Mit der Verkündung eines sowjetischen Kosakentums durch Stalin in der Mitte der 1930er Jahre endeten die Kosakenverfolgungen.
Bis zur Auflösung der Sowjetunion wurde zu den Unterlagen, die die Entscheidung zur gezielten Auslöschung der Kosakenelite während des Russischen Bürgerkrieges dokumentieren, nur beschränkter Zugang gewährt. Erst danach wurde durch die Öffnung von Archiven die Aufarbeitung der Ereignisse durch Historiker ermöglicht. Bisher besteht in der wissenschaftlichen Diskussion nur der Konsens, dass es sich im Falle der „Entkosakisierung“ um ein tragisches Ereignis in der Geschichte der Kosaken handelt. Alle weiteren Punkte sind zurzeit strittig (Stand November 2019).
Angaben des Datums werden in diesem Artikel bis zum 1. Februarjul. / 14. Februar 1918greg. im julianischen und im gregorianischen Kalenderformat gemacht, dem Zeitpunkt der Umstellung auf den gregorianischen Kalender in Russland.

## Historische Ursachen
Die Kosaken waren bis in das 18. Jahrhundert hinein die Hauptträger des sozialen Protestes gegen die Leibeigenschaft im russischen Zarenreich und in Polen-Litauen. Im Gegensatz dazu verlief das 19. Jahrhundert weitgehend ohne Konflikte mit dem Zaren und die Kosaken verwandelten sich in eine der tragenden Säulen des russischen Kaiserreiches. Das gelang vor allem deshalb, weil die Kosaken ab dem Jahr 1835 als ein erblicher Kriegerstand galten, der sich von anderen Gesellschaftsgruppen deutlich abgrenzte und für die lebenslange Leistung von Militärdienst Steuer- und Abgabenfreiheit zugestanden erhielt. Diese Steuerfreiheit führte dazu, dass die als Staniza bezeichneten Kosakendörfer neben Gutshöfen in geografisch günstig gelegenen Gebieten wie dem Baltikum, in Bessarabien oder entlang der Transsibirischen Eisenbahn wohlhabender wurden. Dies zog den Neid des größeren Teils der Bauernschaft des Russischen Reiches auf sich, der in Zentralrussland aufgrund wirtschaftlicher und geografischer Umstände kein weiteres Vermögen gewinnen konnte und teilweise sogar verarmte.
Ihr Status als Polizeitruppe des Zaren hatte für die Kosaken die Auswirkung, dass sie sich zunehmend bei großen Teilen der russischen Bevölkerung unbeliebt machten und Angst und Schrecken unter der Landbevölkerung verbreiteten. Während der Russischen Revolution von 1905 wurden 120.000 Kosaken aus allen Kosakenheeren des russischen Kaiserreiches aufgeboten, um diese Erhebung niederzuschlagen. Beispielsweise gehörten berittene Kosaken zu den russischen Soldaten, die am Petersburger Blutsonntag, dem 9. Januarjul. / 22. Januar 1905greg., einem Schlüsselereignis der Russischen Revolution von 1905, auf Demonstranten schossen oder sie niedersäbelten und je nach Quelle zwischen 130 und über 4000 von ihnen töteten. Allgemein führten berittene Kosaken in der Zeit von 1905 bis 1907 Strafexpeditionen gegen rebellische Bauern durch.
Russische Politiker schlugen seit der Mitte des 19. Jahrhunderts mehrfach vor, den besonderen Status der Kosaken aufzuheben.
In seiner im Jahr 1908 erschienenen Arbeit „Das Agrarprogramm der Sozialdemokratie in der ersten russischen Revolution von 1905–1907“ forderte Lenin die Enteignung der Kosaken als privilegierte Bauern und die vollständige Streichung ihrer Privilegien. Im Kontext dieser vorrevolutionären Diskussionen wurde das Wort „Entkosakisierung“ ab den 1870er-Jahren zum ersten Mal verwendet. Es muss auch betont werden, dass zu diesem Zeitpunkt von einer Gewaltanwendung gegen die Kosaken keine Rede war.
Während der Expansion des Russischen Kaiserreiches ab dem 16. Jahrhundert spielten die Kosaken eine wichtige Rolle, die ihnen andererseits den Hass der Altbevölkerung der Gebiete einbrachte, die von Russland annektiert wurden. Als Beispiel sollen hier die Kosaken des Terek-Gebietes genannt werden. Sie wurden während des langen Kaukasuskriegs von 1817 bis 1864 im Vorland des Kaukasus angesiedelt und schnitten die Inguschen, Tschetschenen, Osseten und andere Bergvölker von ihren Winterweiden ab. Diese Ereignisse wurden von Lew Tolstoi in der Novelle Die Kosaken oder der Erzählung Der Gefangene im Kaukasus einem breiteren Publikum bekanntgemacht. Die Kaukasier akzeptierten jedoch die russische Vorherrschaft nie und warteten auf eine Gelegenheit, sich ihre angestammten Ländereien zurückzuholen. Diese Gelegenheit schien sich mit den revolutionären Umwälzungen des Jahres 1917 anzubieten.
Kurz vor den revolutionären Ereignissen des Jahres 1917, die zur Machtübernahme der Bolschewiki führten, gab es insgesamt etwa 4,2 Millionen Menschen in Russland, die sich selbst zu den Kosaken zählten. Davon waren knapp 450.000 militärisch ausgebildet. Mehr als 300.000 dieser Kosaken wurden an den Fronten des Ersten Weltkriegs eingesetzt.

## Die „Entkosakisierung“ im Russischen Bürgerkrieg

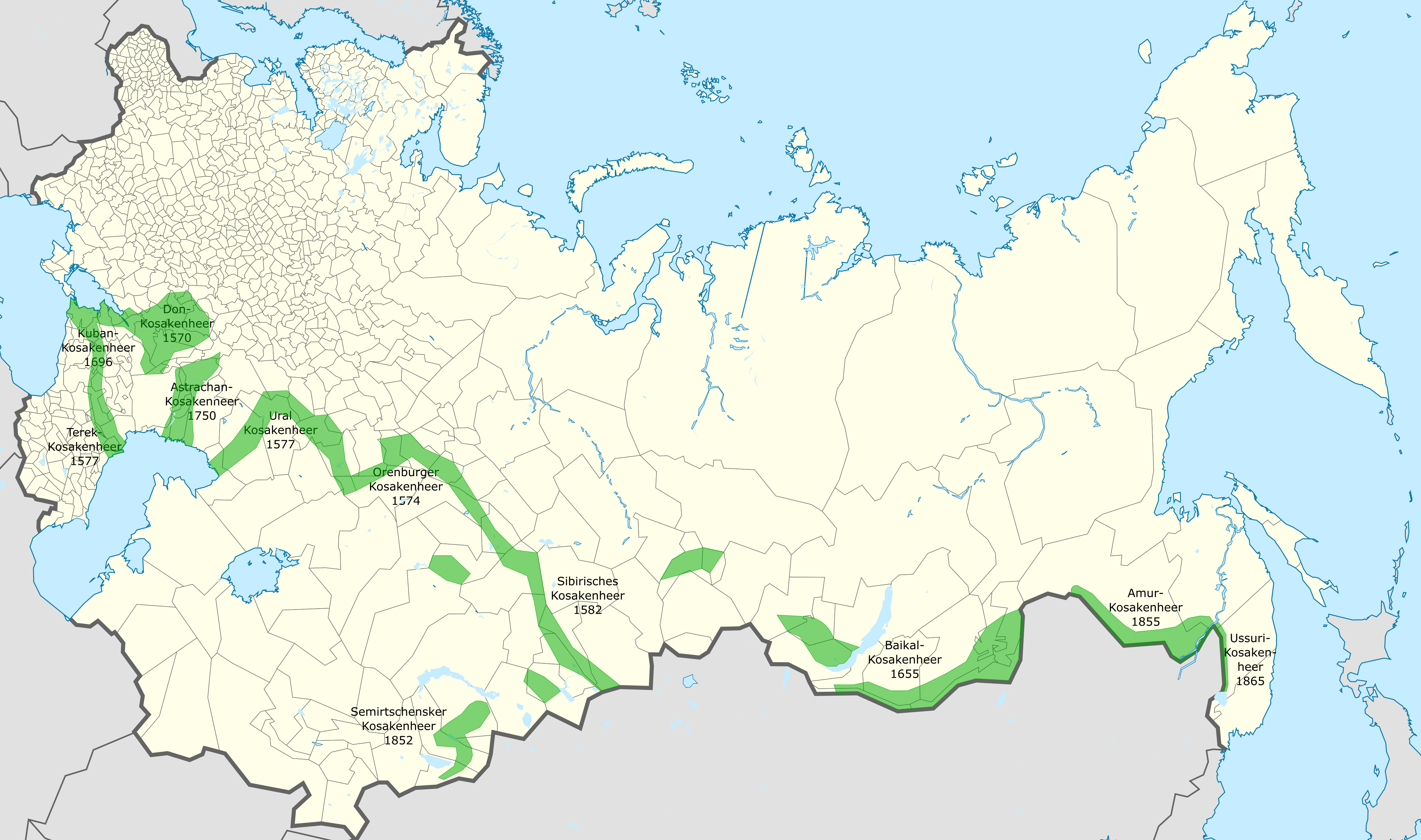
Übersicht der Siedlungs- und Einsatzgebiete der Kosakenheere innerhalb des Russischen Kaiserreichs in den Grenzen von 1900. In den in grüner Farbe gehaltenen Kosakengebieten lebten andere Einwohner des Russischen Kaiserreichs zusammen mit den Kosaken.

Allgemein kann gesagt werden, dass sich die Gebiete der Kosakenheere in einem ungefähr 7000 Kilometer langen Gürtel im Süden des Russischen Kaiserreichs vom Asowschen Meer und Don bis zum Fluss Ussuri im Fernen Osten erstreckten. Da diese Gebiete zu verschiedenen Zeitpunkten des Russischen Bürgerkriegs unter die Kontrolle der Bolschewiki kamen, fand auch die „Entkosakisierung“ zeitlich gestaffelt und in örtlich verschiedenem Umfang statt.
Im Gegensatz zu späteren, im Voraus geplanten Unterdrückungsmaßnahmen gegen bestimmte Bevölkerungsteile in der Sowjetunion (beispielsweise die Entkulakisierung, die Kulakenoperation des NKWD, die Polnische Operation des NKWD) war die als „Entkosakisierung“ bezeichnete Politik ein sich aus den Umständen des Russischen Bürgerkriegs entwickelndes Ergebnis der Gewaltbereitschaft der Bolschewiki als auch des Widerstandes der Kosaken gegen deren Machtübernahme. Insbesondere Lenins Dekret über Grund und Boden vom 26. Oktoberjul. / 8. November 1917greg., das eine Enteignung der bis dahin privilegierten und steuerbefreiten Militärbauern zur Folge gehabt hätte, führte zum sofortigen Widerstand der Kosaken gegen das Regime der Bolschewiki, sofern sie nicht durch Propaganda vorläufig wieder beruhigt wurden.
Die Zeit von der Oktoberrevolution bis zur Bekanntmachung der Kosaken-Richtlinie ist von lokalen, manchmal durch einzelne Funktionäre der KPR(b) hervorgerufenen Übergriffen auf die Kosaken geprägt. Aufgrund der anarchischen Zustände im Russland des Jahres 1918 handelt es sich häufig um die auf privaten Interessen basierende Plünderung wohlhabenderer Russen („Bourgeoisie“), von denen die Kosaken nur eine Gruppe darstellten. Nach Bekanntgabe der Kosaken-Richtlinie wurde die „Entkosakisierung“ als allgemeine Handlungsvorschrift von der Roten Armee bis in den Sommer 1919 konsequent durchgeführt, bis sich die negativen Konsequenzen (erbitterter Widerstand der Kosaken, Vernichtung von Ressourcen) bemerkbar machten. Danach wurde bis zum Ende des Bürgerkriegs lokal über das Ausmaß einer „Entkosakisierung“ entschieden.
Der Übergang zu den in „friedlichen Zeiten“ nach dem Bürgerkrieg stattfindenden Repressionen ist fließend.
Im Folgenden soll der Verlauf der „Entkosakisierung“ im Russischen Bürgerkrieg anhand ihrer prägenden Entwicklung im Gebiet der Don-Kosaken dargestellt werden. Lokale Vorgänge bei den anderen Kosakenheeren im Kontext der „Entkosakisierung“ während des Bürgerkriegs werden nachfolgend beschrieben.

### Gewaltsame Eskalation
Die „Entkosakisierung“ nahm als lokales Phänomen im Gebiet des Don-Kosakenheeres ihren Anfang, das von 1,5 Millionen Kosaken bewohnt wurde. Der Beginn dieser Repressionspolitik wird von russischen Historikern häufig mit dem Namen des bolschewistischen Parteifunktionärs Sergei Syrzow verknüpft der bereits im Alter von 24 Jahren ab dem Februar 1917 die Organisation der Partei im Gebiet des Don-Kosakenheeres in Rostow am Don leitete und aus diesem Grund eine Art „Kosakenkompetenz“ für sich in Anspruch nahm. Syrzow, der ein gebildeter Akademiker und fähiger Rhetoriker war, gelang es im Verlauf des Jahres 1917 zunächst, wichtige Persönlichkeiten aus dem Kreis der Kosaken auf seine Seite zu ziehen. Nach der Machtübernahme der Bolschewiki konnte er für eine kurze Zeit alle politischen Strömungen des Don-Gebietes inklusive der Sozialrevolutionäre und Menschewiki in einem allrussischen revolutionären Komitee unter seinem Vorsitz vereinigen. Diese Institution hielt sich jedoch nicht lange, da sich die darin enthaltenen politischen Lager unversöhnlich gegenüber standen. Einen ernsthaften Rückschlag erhielten die Bemühungen Syrzows, als der Ataman der Don-Kosaken Kaledin die Machtübernahme der Bolschewiki am 25. Oktoberjul. / 7. November 1917greg. für unzulässig und das Don-Territorium zur Kontrollzone der Kosaken erklärte. Das Territorium entwickelte sich durch den Zuzug einer großen Zahl von Offizieren der Armee des Russischen Kaiserreiches in kürzester Zeit zu einem Zentrum des Widerstands gegen die Bolschewiki und Syrzow war am 19. Novemberjul. / 2. Dezember 1917greg. gezwungen, Rostow mit der Roten Garde zu verlassen.
Auf Anweisung Lenins wurde unter dem Befehl von Wladimir Antonow-Owsejenko am 26. Novemberjul. / 9. Dezember 1917greg. eine ungefähr 20.000 Kämpfer umfassende „südliche revolutionäre Front zur Bekämpfung der Konterrevolution“ aufgestellt, die im Kern aus Regimentern der Roten Lettischen Schützen bestand und in der Folgezeit die Unabhängigkeitsbewegungen der Don-Kosaken als auch der Ukraine bekämpfte. Am 23. Februar 1918 gelang es Syrzow mit Unterstützung einer Teileinheit der „südlichen revolutionären Front“ unter dem Kommando von Rudolf Sivers und durch seine vorhandenen Kontakte zu den Kosaken durch militärische Gewalt und Verhandlungsgeschick erneut, die Herrschaft der Bolschewiki in Rostow zu restaurieren und eine kurzlebige sowjetische Donrepublik zu installieren. Hierbei profitierte er sicherlich auch von der Kriegsmüdigkeit der aus dem Ersten Weltkrieg heimkehrenden jüngeren Kosaken. Um die Integration der Kosaken in das bolschewistische System zu zeigen, ließ er es sogar zu, dass der Kosake Fjodor Podjolkow den Vorsitz des Zentralkomitees des Don-Territoriums erhielt. Wertlos wurden diese politischen Symbole durch die von Sivers geleitete Terrorisierung von Angehörigen derjenigen Kosaken gemacht, die nun in der weißen Donarmee unter dem Ataman Krasnow kämpften und die auch Minderjährige mit einschloss. Dies waren die ersten in der russischen Geschichtsschreibung später als „Entkosakisierung“ bezeichneten Repressionen, die bis zur Rückeroberung von Rostow durch die weiße Freiwilligenarmee am 4. Mai 1918 andauerten. Der 4. Mai 1918 war auch der Zeitpunkt, an dem Syrzow ein zweites Mal gezwungen war, aus Rostow zu fliehen. Die Repressionsmaßnahmen von Sivers hatten inzwischen dazu geführt, dass Syrzow keine Verhandlungspartner auf der Seite der Kosaken mehr finden konnte. Der bolschewistische Kosake Podjolkow wurde kurze Zeit später von den Don-Kosaken gehängt. Bolschewiki und Kosaken standen sich nun unversöhnlich in einer Gewaltspirale gegenüber und der Russische Bürgerkrieg gewann seine volle Intensität.
Nach seiner Flucht aus Rostow kam Syrzow zu dem Schluss, dass unter diesen Bedingungen die Zusammenarbeit mit den Kosaken und ihre Anwerbung auf die Seite der Bolschewiki eine „Verschwörung mit der Konterrevolution“ wäre. In seinen Berichten an das Zentralkomitee der KPR(b) schlug er vor, mittels der Bauern die Beseitigung der Kosaken als Ganzes durchzuführen. Auch verwarf er die Idee aus dem Gebiet des Don-Kosakenheeres eine sowjetische Donrepublik zu errichten. Stattdessen sollte das Territorium zwischen den angrenzenden Oblasts aufgeteilt werden. Syrzow wurde zu einem Vertreter der radikalsten Form der „Entkosakisierung“: Der Ermordung aller Kosaken.
In der Folgezeit fanden in dem von den Bolschewiki beherrschten Teil Russlands Ereignisse statt, die einer ungehemmten Gewaltanwendung durch die Bolschewiki freien Raum ließen. Dies waren der Aufstand der Linken Sozialrevolutionäre am 7. Juli 1918, der zur Alleinherrschaft der KPR(b) führte, das misslungene Attentat Fanny Kaplans auf Lenin am 30. August 1918, das erfolgreiche Attentat Leonid Kannegiessers auf den Petrograder Chef der Tscheka Moissei Urizki am 30. August 1918 und der als Reaktion darauf verkündete Rote Terror. Dadurch fielen auch Syrzows Vorschläge auf fruchtbaren Boden. Obwohl das Mitglied des Zentralkomitees der KPR(b) Sokolnikow zur gleichen Zeit versuchte, aus Angst vor bewaffneten Aufständen der Kosaken, die sowjetische Führung von Massenrepressionen gegen die Kosaken abzubringen, setzte sich die Linie Syrzows durch. Der Präsident des Zentralkomitees der KPR(b) Swerdlow, der auch das „Dekret über den Roten Terror“ durchgesetzt hatte, stimmte Syrzow zu, der vorschlug, alle diejenigen ausnahmslos hinzurichten, die gegen die Roten kämpften. Am 24. Januar 1919 verabschiedete das Zentralkomitee der KPR(b) seine berüchtigte Richtlinie zur Vernichtung der Kosaken. Neben Swerdlow waren Nikolai Krestinski und Michail Wladimirski die Unterzeichner des Dokuments. Der sinngemäße Inhalt dieser geheimen Richtlinie wurde am 25. Januar 1919 mit einem Artikel von Jukums Vācietis, dem Oberkommandierenden der Roten Armee, in der Zeitung Iswestija öffentlich gemacht, in dem Vācietis zur Vernichtung der Kosaken durch die „Arbeiterklasse“ aufrief.

### Hochphase der „Entkosakisierung“ am Don und Deeskalation
Das Ende Januar 1919 stattfindende Vordringen der Südfront der Roten Armee auf einen Großteil des Territoriums des Don-Kosakenheeres eröffnete den Bolschewiki auch hier erstmals die Möglichkeit, die „Entkosakisierung“ nach den Vorgaben der neuen Richtlinie vom 24. Januar 1919 durchzuführen. Obwohl dieser militärische Erfolg im Wesentlichen durch eine Befehlsverweigerung der Krasnow-Kosaken zustande gekommen war, änderte sich dadurch nichts an der Durchführung der „Entkosakisierung“. Der „Massenterror“ war kein unstrukturiertes Abschlachten durch die Rote Armee und auch kein Rachepogrom der Bevölkerung für vergangene Ungerechtigkeiten. Stattdessen wurden in jedem Ort revolutionäre Tribunale gebildet, die sich aus einem Partei-Kommissar aus der lokalen Militäreinheit und zwei lokalen Parteimitgliedern zusammensetzten. Die von diesen Tribunalen gefällten Urteile waren endgültig und unanfechtbar und erweckten nach außen den Anschein einer rechtlich legitimierten Aktion. In der Mehrzahl wurden von den revolutionären Tribunalen Todesurteile ausgesprochen, die sodann unverzüglich von der Roten Armee vollstreckt wurden. Insgesamt wurden bis zum Mai 1919 wahrscheinlich über 10.000 Kosaken aus dem Don-Territorium hingerichtet. Genaue Zahlen darüber können heute mangels Unterlagen nicht mehr nachvollzogen werden. Aufgrund von durch die Entkosakisierung provozierten Aufständen der Donkosaken und der Gegenoffensive der Streitkräfte Südrusslands im Sommer 1919 hörte die „Entkosakisierung“ erneut bis zum Januar 1920 auf, als sich die weiße Bewegung endgültig vor der Übermacht der Roten Armee aus dem Gebiet der Don-Kosaken zurückzog. Laut dem Historiker Michael Kort wurden in den Jahren 1919 und 1920 aus einer Bevölkerung von insgesamt 1,5 Millionen Don-Kosaken 300.000 bis 500.000 Menschen getötet oder deportiert.

### „Entkosakisierung“ in den Gebieten der anderen Kosakenheere

#### Astrachan-Kosakenheer
Nach der Oktoberrevolution wurde die Macht in Astrachan am 26. Oktoberjul. / 8. November 1917greg. von den Bolschewiki mit Hilfe von Seeleuten und Soldaten übernommen. Es wurden parallele Machtstrukturen in Form von Sowjets mit Arbeiter-, Bauern- und Soldatenabgeordneten geschaffen. Diese lösten das Astrachan-Kosakenheer unmittelbar auf. Am 30. Dezember 1917jul. / 12. Januar 1918greg. starteten 1200 Kosaken des ehemaligen Kosakenheers und 300 Kalmücken unter dem Befehl des Atamans I. A. Birjukow einen Aufstand, der aber nach heftigen Straßenkämpfen am selben Tag niedergeschlagen wurde. Birjukow wurde verhaftet und hingerichtet, die Überlebenden der rebellischen Kosaken zogen sich entweder durch die Kalmücken-Steppe nach Westen zum Don zurück, wo sie sich als „Astrachan-Armee“ der Donarmee anschlossen oder zogen durch das Gebiet der kasachischen Bökey-Horde nach Osten um sich dort der Uralarmee anzuschließen. Die in Astrachan verbliebenen Kosaken wurden von den Bolschewiki entweder ermordet oder vertrieben, sodass es nach 1918 keine Kosaken mehr im Astrachaner Gebiet gab, die Opfer einer systematischen „Entkosakisierung“ hätten werden können.

#### Orenburger Kosakenheer
Die Orenburger Kosaken unter Führung von Ataman Alexander Dutow begannen als erstes Kosakenheer ab dem 26. Oktoberjul. / 8. November 1917greg. Widerstand gegen die Bolschewiki zu leisten. Die Orenburger Bolschewiki wurden verhaftet und die völlig zersetzte und pro-bolschewistisch gesinnte Garnison der Stadt wurde entwaffnet und aufgelöst. Dutow richtete am 3. Dezemberjul. / 16. Dezember 1917greg. einen Appell an die Kommandeure der anderen Kosakenheere, den bewaffneten Kampf gegen die Bolschewiki aufzunehmen. Der Großteil der Kosaken, die von der Front zurückkehrten, war jedoch kriegsmüde und betrachtete zum damaligen Zeitpunkt die Bolschewiki nicht als Feinde. Dutow konnte aus diesem Grund lediglich 2000 Freiwillige mobilisieren. Nachdem deswegen die Roten Garden unter der Führung von Wassili Blücher Orenburg am 18. Januarjul. / 31. Januar 1918greg. erstmals besetzt und die Kontrolle über das umliegende Gebiet des Orenburger Kosakenheers gewonnen hatten, führten sie Repressalien gegen die „Bourgeoisie“, die bei den Kosaken nie zu finden war, und Raubüberfälle auf Kosakenfarmen durch. Alle Kosakendörfer im Orenburger Gebiet, unabhängig davon, ob sie am Kampf gegen die Bolschewiki teilgenommen hatten oder nicht, hatten zunächst hohe Entschädigungen aufzubringen, woraufhin ihnen anschließend enorme Steuern auferlegt wurden. Auf dem Territorium der Orenburger Kosaken brannten die Bolschewiki mehrere Dörfer nieder, stahlen Brot in einer Menge von mehreren Millionen Pud, die entweder vernichtet oder nach Moskau abtransportiert wurde, Tausende von Pferden und Rindern wurden entweder direkt auf dem Kosakengebiet geschlachtet oder ebenfalls in Richtung Moskau transportiert. Die Plünderungen nahmen ein vorläufiges Ende, als es Ataman Dutow mit Hilfe der Tschechoslowakischen Legionen am 3. Juli 1918 gelang, wieder die Kontrolle über die Stadt zu gewinnen. Erst am 22. Januar 1919 gelang es der Roten Armee die Stadt zurückzuerobern und Ende August, Anfang September 1919 die Kosakenarmee des Generals Dutow endgültig zu schlagen. Die von Dutow angeführten Kosaken wurden in die Turgai-Steppe getrieben und zogen sich zunächst in Richtung Omsk und im Dezember 1919 in das Gebiet des Semiretschensker Kosakenheers zurück. Die Bolschewiki betrachteten nach dem Erlass der Richtlinie vom 24. Januar 1919 alle Kosaken als Feinde des Sowjetregimes, so dass sie niemanden schonten: Viele Offiziere, Beamte, Kosaken und sogar einfache Bauern wurden erschossen und noch mehr inhaftiert. Die von den Bolschewiki in Orenburg durchgeführte „Entkosakisierung“ verlief hier besonders intensiv, wurde jedoch im von der Roten Armee erst im August 1919 besetzten Umland nicht mehr durchgeführt.

#### Kuban-Kosakenheer
Auf dem Gebiet des Kuban-Kosakenheers lebten 1917 1,3 Millionen Menschen. Am 15. Januarjul. / 28. Januar 1918greg. proklamierte die Kuban-Rada auf dem Land des Kuban-Kosakenheeres eine unabhängige Kuban-Volksrepublik mit Jekaterinodar als Hauptstadt, die bis 1920 bestand. Die Führung dieser Republik unterstützte die Idee, die Kuban-Region mit der am 7. Novemberjul. / 20. November 1917greg. proklamierten Ukrainischen Volksrepublik bzw. dem im April 1918 entstehenden Hetmanat unter Pawlo Skoropadskyj zu vereinen. Botschafter wurden nach Kiew geschickt, aber die Vereinigung fand nicht statt, da Jekaterinodar bis zum April 1918 unter der Kontrolle der Roten Armee war und die Herrschaft Skoropadskyjs durch den Aufstand des Direktoriums der Ukrainischen Volksrepublik beendet wurde. Das Gebiet der Kuban-Republik wurde von der Freiwilligenarmee verteidigt und gehörte bis zum März 1920 zum Hinterland der Weißen Bewegung, weswegen hier keine „Entkosakisierung“ stattfand, bis sich die Streitkräfte Südrusslands endgültig aus diesem Gebiet auf die Halbinsel Krim zurückzogen. Im März 1920 begingen die Bolschewiki einen Massenmord an den Kosaken und Kalmückischen Flüchtlingen, die nicht mit der Weißen Armee aus Noworossijsk evakuiert werden konnten.
Die Kosaken des Kuban-Gebiets erklärten sich für neutral und leisteten der vorrückenden Roten Armee keinen Widerstand. Nachdem die Bolschewiki angefangen hatten, die imaginäre Konterrevolution zu bekämpfen und die Interessen der Getreidebauern permanent zu verletzen, begannen die Kosaken des Kubangebiets damit, die Bolschewiki zu bekämpfen. Im Sommer 1920 existierten viele grüne Abteilungen, die die Bolschewiki aktiv bekämpften. Die Abteilung des Generals Fostikow wuchs auf 30.000 Kämpfer an. Im Spätsommer und Herbst 1920 eskalierten die Kämpfe nach dem Ende der Erntesaison. Die Tscheka unter dem Kommando von Dserschinski erhielt den Auftrag das „Banditentum“ zu bekämpfen. Die Einwohner vieler Dörfer des Kubangebietes wurden daraufhin von den Tschekisten erschossen. Der Widerstand der Kosaken hielt auf demselben Niveau bis in den Mai 1921 an, als der Übergang zur Neuen Ökonomischen Politik ein Abklingen der Feindseligkeiten bewirkte. Insgesamt wurden die Kosaken im Zuge des ausklingenden Bürgerkriegs im Kuban-Gebiet wesentlich milder behandelt als etwa in der Don-Region.

#### Terek-Kosakenheer
Bereits im November 1917 begannen die Inguschen zusammen mit den Tschetschenen, die Kosakendörfer am Fluss Sunscha (Auch „Sunscha-Linie“ genannt) anzugreifen, wofür sie zunächst das Dorf Feldmarschall von allen Seiten in Brand steckten und zerstörten.
Im Mai 1918, also fast ein Jahr vor der Kosaken-Richtlinie, wurde vom bolschewistischen Rat der Volkskommissare Terek auf Initiative der Kommissare Ja. I. Figatner und Grigori Ordschonikidse gemäß der Entscheidung des 3. Kongresses der Terek-Völker ein Plan für die Vertreibung der Kosaken aus ihren Dörfern am Fluss Sunscha und die Übergabe des Landes an die Inguschen entwickelt. Am 18. Juni 1918 begann ein lokaler Aufstand der Terek-Kosaken gegen die Sowjetrepublik Terek, der sicherlich von den öffentlichen Planungen der Bolschewiki ausgelöst wurde, der aber getrennt von der Weißen Bewegung und den Erhebungen der Don- und Kuban-Kosaken unter der Losung „Für Sowjets ohne Exzesse“ stattfand. Bis zum August 1918 gelang es den Terek-Kosaken die Stadt Mosdok und weitere Dörfer unter ihre Kontrolle zu bringen. Die Kosaken versuchten Wladikawkas und Grosny einzunehmen, wobei um die letztere Stadt bis zum November 1918 gekämpft wurde. Im August 1918 überfielen Inguschen als Reaktion auf den Kosaken-Aufstand mit Zustimmung der Bolschewiki die Dörfer Worontsowo-Daschkowskaya (heute Komgaron), Sunschenskaja, Tarskoie und Tarskie Chutora und vertrieben die dort lebenden Kosaken. Den Kosaken wurde Eigentum im Wert von 120 Millionen Goldrubel abgenommen. Ungefähr 70.000 Menschen wurden aus ihren Häusern vertrieben und 12.000 getötet.
Der Roten Armee gelang es im November 1918 den Aufstand der Terek-Kosaken niederzuschlagen. Im Februar 1919 gelangte der Nordkaukasus unter die Kontrolle der weißen Freiwilligenarmee, womit die Terek-Kosaken der Hochphase der „Entkosakisierung“ und der Anwendung der Kosaken-Richtlinie entzogen waren. Das Gebiet des Terek-Kosakenheers wurde erst Ende März 1920 von der Roten Armee zurückerobert, was das Ende der lokalen Kampfhandlungen des russischen Bürgerkriegs bedeutete.

#### Ural-Kosakenheer
Die 174.000 Kosaken des im Oblast Ural angesiedelten Ural-Kosakenheers wurden bis zum Sommer 1918 verhältnismäßig wenig von Plünderungen und Terrormaßnahmen der Bolschewiki in Mitleidenschaft gezogen. Zum Schutz des Oblast wurde aus von der Front des Ersten Weltkrieges heimkehrenden Kosakeneinheiten im April 1918 die Uralarmee aufgestellt, die bis zum Oktober 1918 nur vereinzelte Scharmützel mit Roten Garden zu bestehen hatte. Dies änderte sich drastisch ab Oktober 1918, als die Rote Armee ernsthaften Druck auf die Uralarmee auszuüben begann und trotz deren hartnäckigen Widerstands im Januar 1919 die Hauptstadt des Uralkosakenheers Uralsk einnahm. Die „Entkosakisierung“ im Gebiet des Ural-Kosakenheers war besonders gnadenlos. Im Februar 1919 erließ das Revolutionskomitee des Ural-Oblast eine Weisung mit dem Wortlaut die Kosaken des Ural-Oblast „der Vernichtung auszusetzen“ und im März 1919 wurde von der lokalen Führung der Roten Armee eine noch schärfere Kosaken-Richtlinie erlassen. Das Vorgehen der Roten Armee (hier insbesondere der 25. Schützendivision) wird von russischen Historikern als Völkermord eingestuft. Besonders der später als kommunistischer Kriegsheld stilisierte Wassili Tschapajew tat sich bei der „Entkosakisierung“ hervor. Mit dem Überfall auf Lbischtschensk und der Tötung von Tschapajew mitsamt 3000 Soldaten der 25. Schützendivision rächten sich die Kosaken für die Grausamkeiten. Die „Entkosakisierung“ auf dem Gebiet des Ural-Kosakenheers endete im Januar 1920 mit dem Todesmarsch der Uralarmee von der Hafenstadt Gurjew durch die kasachische Steppe nach Fort Alexandrowski, den von 16.000 Teilnehmern weniger als 3000 überlebten. Anfang April 1920 wurden noch 1600 Kosaken in Fort Alexandrowski gefangen genommen. Wenige Kosaken konnten vor der Verfolgung durch die Rote Armee in den Iran fliehen.
Im ehemaligen Operationsgebiet der Uralarmee kämpften versprengte Kosaken laut dem Autor S.S. Balmasow noch bis zum Mai 1920 gegen die Rote Armee, als die Population des Gebiets um Uralsk durch Typhus-Epidemien und den als „Entkosakisierung“ bezeichneten Völkermord der Roten Armee an den Kosaken laut Balmasow auf 2,5 Prozent gegenüber dem Vorkriegswert reduziert wurde.

#### Semiretschensker Kosakenheer
Im Januar 1918 kehrte das 2. Semiretschensker Kosaken-Regiment aus dem Iran in die Hauptstadt des Siebenstromlandes Werny zurück und verhalf dort den Bolschewiki zur Machtübernahme. Ähnlich wie Fall des Orenburger Kosakenheers begannen die Bolschewiki auch im Siebenstromland mit Plünderungen und Repressalien gegen die Kosaken, was zu einem Eingreifen der anderen nördlich gelegenen Kosakenheere führte. Bis Ende August 1918 hatte die weiße Bewegung wieder die Kontrolle über das Siebenstromland gewonnen und behielt sie bis zum Jahr 1920. Die weißen Kosaken des Semiretschensker Kosakenheers zogen sich im März 1920 mit ihrem Hab und Gut dauerhaft nach China zurück und nahmen dort 1933 am Kumul-Aufstand teil.

#### Sibirisches Kosakenheer
Vom sibirischen Kosakenheer spaltete sich am 26. Maijul. / 8. Juni 1917greg. das Jenissei-Kosakenheer ab. Laut dem Historiker Boguzki beteiligten sich die Jenissei-Kosaken im Mai und Juni 1918 am Sturz der ersten kurzlebigen Herrschaft der Bolschewiki im Gouvernement Jenisseisk. Während des Bürgerkriegs mobilisierten die Jenissei-Kosaken die gesamte männliche Bevölkerung, die Waffen tragen konnte, und schickten mehr Menschen an die Front als im Ersten Weltkrieg. Ab dem 12. November 1918 wurden die Jenissei-Kosaken eingesetzt, um gegen die roten Partisanen und aufständische Bauern im Gouvernement Jenisseisk zu kämpfen. Die Unterdrückungs- und Strafaktionen der Jenissei-Kosaken wurden sehr brutal durchgeführt und die roten Partisanen und aufständischen Bauern agierten genauso gegenüber den Kosaken.
Ende 1919, Anfang 1920 erlangten die Bolschewiki im Zuge der vollständigen Niederlage Admiral Koltschaks die dauerhafte Kontrolle über das Gouvernement Jenisseisk. Ein Teil der Jenissei-Kosaken zog sich mit den übrigen weißen Truppen im Großen Sibirischen Eismarsch nach Osten zurück.
Die zurückgebliebenen Kosaken mussten auch im Gouvernement Jenisseisk die Politik der „Entkosakisierung“ erdulden, die aber weniger mörderisch umgesetzt wurde als im westlichen Teil Russlands. Land, das bis dahin den Kosaken gehört hatte, wurde im März 1920 an die Bauern des Gouvernements verteilt, wobei die Kosaken einen Teil ihrer Felder behielten. In den Jahren 1920–1921 versuchte die Tscheka Ostsibiriens verschiedene antisowjetische Organisationen und Gruppen zu identifizieren und zu liquidieren. Dies führte zu Verhaftungen und Hinrichtungen von Kosaken, die als aktive Mitglieder der Weißen Bewegung angesehen wurden. Die Kosakendörfer wurden von Mobs überfallen, die das Eigentum der Kosaken stahlen und die Bewohner lynchten. Diese Mobs bestanden aus deklassierten Personen, die sich absichtlich an den Kosaken bereichern wollten. Die Bolschewiki gingen im Gouvernement Jenisseisk aber gegen die Plünderer vor.
Die von der Sowjetregierung verfolgte Politik der „Entkosakisierung“ löste auch bei den Kosaken des Gouvernement Jenisseisk bewaffneten Widerstand aus. Die Aufstände erfassten in den Jahren 1920–1923 den größten Teil des Gouvernement Jenisseisk und dauerten bis zum Beginn des Jahres 1925 an, als mittels Unterdrückungsmaßnahmen und Amnestien der Widerstand der Kosaken gebrochen wurde.

#### Fernöstliche Kosakenheere
Zu Beginn des Bürgerkrieges stellte sich ein Teil der Kosaken des Baikal-Kosakenheers unter der Führung der Atamane Grigori Semjonow, Iwan Kalmykow und des deutsch-baltischen Barons Roman von Ungern-Sternberg auf die Seite der Weißen Bewegung. Ein anderer Teil der Kosaken trat auf die Seite der Bolschewiki über und verhinderte vorläufig die Machtübernahme der Weißen.
Die Basis der weißen Kosakenformation befand sich jenseits der russisch-chinesischen Grenze im Ort Manjur. Bis zum August 1918 operierten von Ungern-Sternberg und Semjonow meist auf chinesischem Territorium, da die von ihnen aufgestellte „spezielle mandschurische Division“ bei Vorstößen auf russisches Territorium Niederlagen erlitt. Erst mit Unterstützung der Tschechoslowakischen Legionen, japanischer Truppen und japanischer Waffenlieferungen konnten Semjonow und von Ungern-Sternberg ganz Daurien unter ihre Kontrolle bringen. In der Folgezeit begingen die von Ungern-Sternberg und Semjonow geführten Kosaken in einem ähnlichen Umfang wie die Bolschewiki Kriegsverbrechen, wozu unter anderem die willkürliche Erschießung von Kriegsgefangenen, unbeteiligten Zivilisten und von Juden zählte. Von Ungern-Sternberg war extrem antisemitisch und plante nach dem Sieg der Weißen Bewegung die Vernichtung der Juden in Russland. Das von den weißen Kosaken im russischen Fernen Osten errichtete Terrorregime wurde später als „Semjonowtschina“ bezeichnet.
Als Admiral Koltschak zu Beginn des Jahres 1920 gefangen genommen wurde, übertrug er das Kommando über die weißen Truppen im russischen Fernen Osten an Semjonow, dessen Territorium bis November 1920 das größte noch in der Hand der Weißen verbliebene Gebiet in Russland war. Zeitgleich setzte sich von Ungern-Sternberg mit einem Teil der Kosaken in die Mongolei ab und versuchte dort sein eigenes Herrschaftsgebiet zu errichten. Aufgrund der Brutalität von Ungern-Sternbergs und der Überlegenheit der von den Mongolen zu Hilfe gerufenen Roten Armee, scheiterte dieses Vorhaben im August 1921 und von Ungern-Sternberg wurde hingerichtet. Bis zum September 1921 musste auch Semjonow die gesamten ihm verbliebenen Gebiete der Roten Armee unter Wassili Blücher preisgeben und zog sich mit etwa 25.000 Kosaken nach China zurück, wo diese sich im Gebiet der drei Flüsse niederließen. Von dort aus griffen die Kosaken ab 1921 immer wieder das nunmehr von den Bolschewiki beherrschte Territorium Sowjetrusslands beziehungsweise der Sowjetunion an.
Aufgrund des späten Zeitpunkts der Machtübernahme durch die Rote Armee verlief die „Entkosakisierung“ im russischen Fernen Osten deutlich unblutiger als im Westen Russlands. Die meisten Kosaken hatten sich bereits über die chinesische Grenze nach Süden oder nach Osten in Richtung der Region Primorje abgesetzt. Im Oktober 1922 wurde auch diese Region von der Roten Armee besetzt und die verbliebenen Kosaken flohen ebenfalls nach China.

## Rote Kosaken
Kosaken stellten sich nach dem Ausbruch des Russischen Bürgerkrieges auch auf die Seite der Bolschewiki. Laut dem Historiker Holquist dienten etwa ein Fünftel der bewaffneten und militärisch ausgebildeten Kosaken in der Roten Armee. Im April 1919 gaben die Bolschewiki mehrfach bekannt, dass 30.000 Kosaken in der Roten Armee kämpfen. Durch das Vorgehen der Parteifunktionäre der Bolschewiki alle Feinde der Sowjetmacht in der Donregion als Kosaken zu bezeichnen, trat die Herkunft der in der Roten Armee dienenden Kosaken immer weiter in den Hintergrund, die bald nur noch als „Rotarmisten“ wahrgenommen wurden.

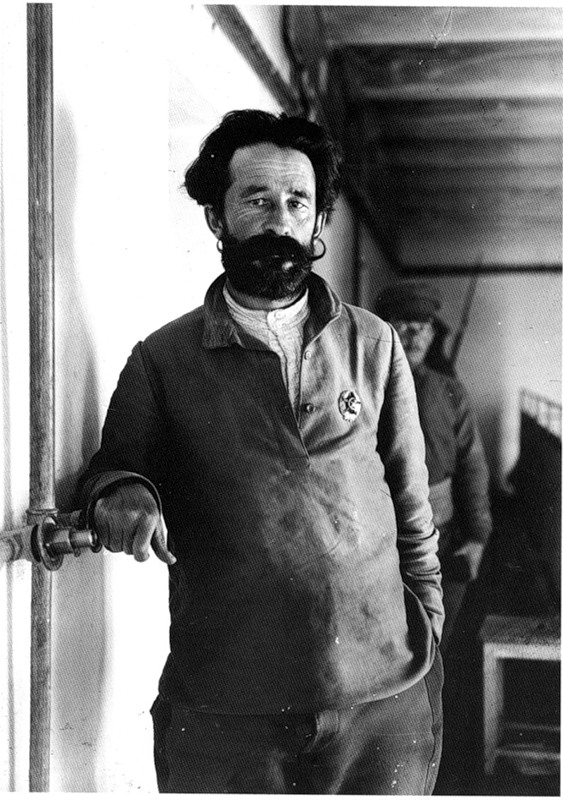
Filipp Mironow (1919)

Ein Beispiel für einen „Roten Kosaken“ ist Filipp Mironow, der am Ende des Bürgerkrieges die 2. Rote Reiterarmee befehligte. Mironow widersetzte sich 1919 den Befehlen Trotzkis und Syrzows zur „Entkosakisierung“ und löste einen Aufstand von mehrheitlich aus Kosaken bestehenden Kavallerie-Regimentern der Roten Armee aus. Nach dem Ende des Russischen Bürgerkriegs in Europa im November 1920 wurde Mironow im Februar 1921 verhaftet und am 2. April 1921 im Hof des Butyrka-Gefängnisses nach einem in wenigen Stunden durchgeführten Kriegsgerichtsverfahren in Moskau erschossen.

## „Entkosakisierung“ nach dem Ende des Bürgerkriegs

### Diskurs um die zeitliche Einordnung und die Begrifflichkeit
Im Jahr 1920 waren alle Kosakenheere in Sowjetrussland offiziell aufgelöst, weswegen im Folgenden nur noch von Kosaken gesprochen wird. Unter der Herrschaft der KPR(b) hatten die Kosaken keinen besonderen Status mehr. Deshalb sind einige russische Historiker der Meinung, dass die Zeitperiode, in der der Begriff „Entkosakisierung“ zulässig ist, nur auf den Zeitraum von 1918 bis zum Ende des Russischen Bürgerkriegs 1923 angewendet werden darf, weil nur in diesem Zeitraum die Kosaken als geschlossene sozio-ethnologische Gruppe handeln konnten.
Andere russische Historiker lehnen den Begriff „Entkosakisierung“ ab, weil er die Monstrosität der gegen die Kosaken angewendeten Gewalt nicht genügend wiedergibt.
Nach der Meinung vieler russischer Historiker gliederte sich der Prozess der Entkosakisierung von 1918 bis 1933 in folgende Phasen:
- Phase 1: Durch Unterdrückungsmaßnahmen „am Rande des Völkermords“[53] wurde während des Russischen Bürgerkriegs die Prominenz der Kosaken physisch vernichtet.
- Phase 2: Einschränkung der Eigentums- und Bürgerrechte der Kosaken in den Jahren 1919 bis 1924
- Phase 3: Die „versteckte Entkosakisierung“ in den Jahren 1925 bis 1929
- Phase 4: Die Verfolgung oppositioneller Kosaken durch deren zwangsweise Enteignung und Repressalien gegen Mitglieder von antibolschewistischen Kosakenorganisationen von 1929 bis 1933

Diese Einteilung ist auf den russischen fernen Osten und den östlichen Teil Sibiriens nicht anwendbar, da hier der offene Kampf zwischen Kosaken und Sowjetunion bis zu einem letzten Höhepunkt im Sowjetisch-Chinesischen Grenzkrieg auch nach dem offiziellen Ende des russischen Bürgerkriegs im Dezember 1922 weitergeführt wurde.
Tatsächlich lassen sich die Ereignisse nach der Machtübernahme durch die Bolschewiki nur schwer belegen, da ab diesem Zeitpunkt nur noch die Sichtweise der KPR(b) auf politische Ereignisse in Sowjetrussland und wenig später der Sowjetunion publiziert wurde. Unangenehme Fakten wurden hierbei mittels eines sehr umfangreichen Zensurapparates erfolgreich unterdrückt, (→Zensur in der Sowjetunion) jedoch nicht der Vorgang der „Entkosakisierung“ in seiner Gesamtheit. In den folgenden Abschnitten werden daher nur belegbare Auswirkungen der nach dem russischen Bürgerkrieg erfolgenden Phase der „Entkosakisierung“ beschrieben. Eine von russischen Historikern allgemein akzeptierte Gesamtschau auf den Prozess der „Entkosakisierung“ in der Sowjetunion von 1922 bis 1933 steht zum gegenwärtigen Zeitpunkt noch aus. (Stand: November 2020)

### Konzentrationslager, SLON und Gulag

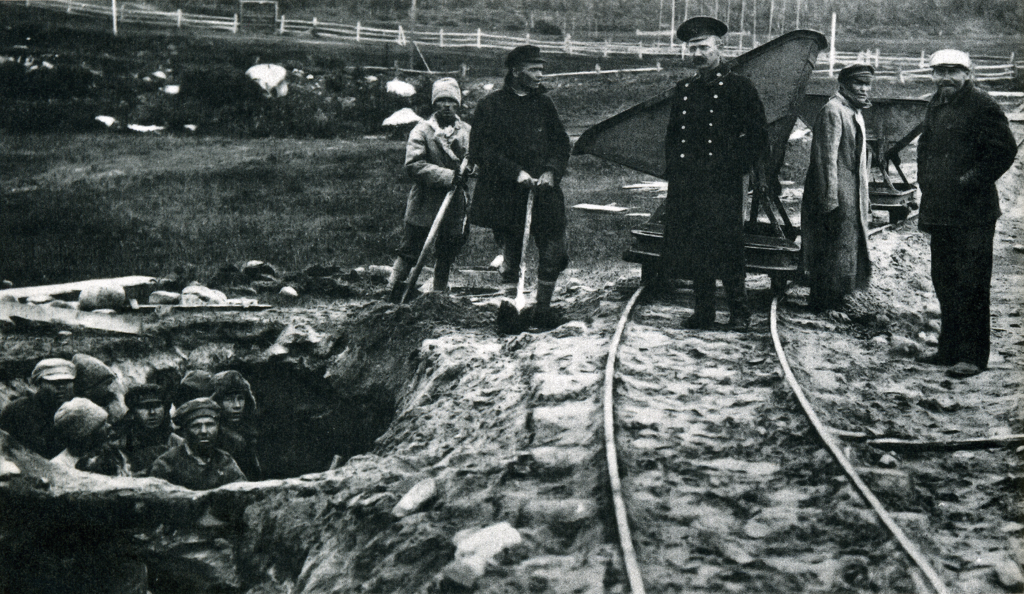
Häftlinge schaufeln Lehm als Rohmaterial für die lagereigene Ziegelei. SLON der Solowezki Insel. (1924 oder 1925)

In Sowjetrussland bzw. in der Sowjetunion gab es bereits ab Januar 1918 Konzentrationslager, die nach dem Ende des Russischen Bürgerkriegs aufgelöst und ab 1921 durch die nördlichen Lager der OGPU zur besonderen Verwendung (SLON) ersetzt wurden. Aus den SLON entwickelte sich ab 1929 das Zwangsarbeitslagersystem des Gulag. All diesen Einrichtungen war gemeinsam, dass in ihnen echte und vermeintliche Gegner der Herrschaft der KPR(b) weggesperrt werden sollten. Kosaken, die nach Auffassung der Bolschewiki als „Konterrevolutionäre“ verdächtig waren, wurden deswegen ebenfalls in diese Lager transportiert.
Im Oblast Astrachan wurden im Jahr 1920 etwa 2000 Kosaken in frühen sowjetischen Konzentrationslagern festgehalten. Nach dem Ende der Kampfhandlungen des Bürgerkriegs im Kubangebiet und dem Beginn der „grünen“ Bauernaufstände ab dem Sommer 1920 wurden Kosaken aus dem Kubangebiet, die den „grünen“ Aufständischen oder den „Weißen“ halfen, vom OGPU verhaftet und in die SLON im Oblast Archangelsk verbracht. Dies geschah 1921 und 1922 ebenfalls mit freiwillig nach Russland zurückgekehrten Kosaken.

### Zwangsdeportationen
Die Kosaken wurden als erste Bevölkerungsgruppe in Sowjetrussland bzw. ab 1922 der Sowjetunion Opfer von Zwangsdeportationen.
Kurz nach der Rückeroberung des Terek-Gebiets durch die Rote Armee im März 1920 und im Oktober 1920 wurden ca. 45.000 Terek-Kosaken auf Anweisung von Grigori Ordschonikidse zugunsten der Völker des Kauskasus (Inguschen, Tschetschenen, Osseten und andere Bergvölker) gewaltsam aus ihren Dörfern vertrieben, womit Ordschonikidse seine Deportationspläne aus dem Jahr 1918 vollendete. Andere Quellen gehen von 70.000 Kosaken aus, die nach Kasachstan und in den Ural deportiert wurden. Am 14. April 1921 verbot das Präsidium des Allrussischen Zentralen Exekutivkomitees die weitere Räumung von Kosaken-Dörfern aufgrund der großen Verluste an Arbeitskräften für die Region Terek.
Kosaken aus dem abseits im Osten des heutigen Kasachstans gelegenen Gebiet des ehemaligen Semiretschensker Kosakenheers, die nicht mit den weißen Kosaken nach China geflohen waren, wurden ab dem April 1921 nach Kaluga deportiert.
Im Kubangebiet wurde am 25. Januar 1931 eine erneute Zwangsdeportation von ungefähr 9000 Kosaken-Familien durchgeführt. Insgesamt wurden etwa 45.000 Menschen aus den Schwarzmeerregionen vertrieben, um die Trockengebiete in der heutigen Region Stawropol landwirtschaftlich zu erschließen. In den Jahren 1930–1931 wurden mindestens 300.000 Kosaken verhaftet und aus verschiedenen Regionen deportiert, hauptsächlich aus dem Ural und den ehemaligen Territorien der Terek-Kosaken im Nordkaukasus.

### Sowjetische Geheimoperationen gegen die weiße Emigration
Nach dem Ende des Bürgerkriegs trachtete die sowjetische Führung danach jegliche Führer und Mitglieder der Weißen Bewegung auch in der Emigration physisch zu eliminieren, wenn diese bereit waren, weiterhin gegen die Herrschaft der Bolschewiki in Russland vorzugehen. Deswegen wurde von der Tscheka bzw. ab Februar 1922 der Nachfolgeorganisation GPU und vom GRU unter anderem die Operation «Trust» und weitere Geheimoperationen ins Leben gerufen, um diese Zielsetzung zu erfüllen. Eines der ersten prominenten Opfer dieser Operationen war der Ataman der Orenburger Kosaken Dutow, der im März 1921 im chinesischen Exil in der Provinz Xinjiang von einem Agenten des GRU ermordet wurde, nachdem er die Emigration vieler Kosaken nach China organisiert hatte. Ein weiteres prominentes Opfer war 1928 der General Wrangel, der zwar selbst deutsch-baltischem Adel entstammte, sich aber als Anführer der letzten bedeutenden weißen Gruppierung auf der Halbinsel Krim besonders auf Kosaken gestützt hatte und auch deren Uniform trug. Wrangel gründete im Exil die Russische All-Militärische Union (ROWS), deren Ziel das Anfachen eines gegen die Bolschewiki gerichteten Guerillakriegs in der Sowjetunion war. Ein letztes Beispiel für sowjetische Geheimdienstoperationen gegen prominente Kosaken sei der Ataman der Semiretschensker Kosakenheers Annenkow, der 1926 gegen Bestechungsgeld von chinesischen Beamten an den OGPU ausgeliefert und 1927 nach einem Schauprozess hingerichtet wurde.
Ein anderes bedeutendes Element sowjetischer Geheimdienstoperationen gegen die im Ausland verstreut lebenden weißen Emigranten waren durch die sowjetische Botschaft in Sofia verbreiteten Aufrufe zur Rückkehr in eine „neue Heimat“. Nach ihrer freiwilligen Rückkehr (häufig in den Hafen Noworossijsk) in den Jahren 1921 bis 1922 wurden die Identitäten der weißen Kosaken registriert. Sofern sie nur als einfache Soldaten gedient hatten, wurden sie mindestens ihrer Bürgerrechte in der Sowjetunion beraubt. Waren sie Offiziere oder Militärbeamte in der Weißen Bewegung, wurden sie in der Regel sofort erschossen und verschwanden spurlos. Andere wurden „in die Provinz Mogilew rekrutiert“, das heißt, sie wurden in die SLON in der Oblast Archangelsk verbracht. Neben der „Entkosakisierung“ war ein weiterer Grund für diese sowjetische Rückkehraktion, den weißen Widerstandsbewegungen in der Emigration Kämpfer und Personal zu entziehen. Ende der 1920er Jahre lebten etwa 10.000 zurückgekehrte Kosaken im Nordkaukasus. Aus sowjetischer Sicht wurde diese Aktion als großer Erfolg betrachtet und der verantwortliche GRU-Mitarbeiter Semjon Firin wurde hierfür mit dem Rotbannerorden ausgezeichnet.
Während des Sowjetisch-Chinesischen Grenzkrieges vom 20. Juli 1929 bis 22. Dezember 1929 führten sowjetische, irreguläre Truppen im September 1929 einen Überfall in das von weißen, emigrierten Kosaken bewohnte Gebiet der drei Flüsse im nordöstlichen, an die Sowjetunion grenzenden Teil der heutigen chinesischen Provinz Innere Mongolei aus. Dabei wurden wahllos alle nicht geflohenen Bewohner der Kosakendörfer erschossen. Sowjetische Quellen geben an, dass die Grenzregion der Sowjetunion zuvor wiederholt von Truppen des chinesischen Warlords Zhang Xueliang und Kosakeneinheiten der ROWS überfallen wurde.

### Zwangskollektivierung
Mit dem Ende der NEP und dem Beginn der Zwangskollektivierung am Ende 1920er Jahre glichen sich die Lebensbedingungen der Kosaken an die der restlichen Bevölkerung an. Die Kosakenfrage selbst wurde ab diesem Zeitpunkt nicht mehr auf höchster Ebene erörtert, so dass der Kampf gegen die Kosaken unter dem Banner des Kampfes gegen die "Kulaken" weiter verschleiert wurde.
Die Zwangskollektivierung und die Entkulakisierung führten zu einer zweiten Auswanderungswelle der Kosaken.
1933 drohte der zum Kommandeur des fernöstlichen Militärbezirks ernannte Wassili Blücher damit, von seinem Posten zurückzutreten, falls die landwirtschaftliche Zwangskollektivierung auch in den fernöstlichen Gebieten der Sowjetunion umgesetzt werden sollte. In diesem Fall könne er nicht mehr für die Sicherheit des Militärbezirks garantieren. Wegen dieser Intervention wurde die Kollektivierung im sowjetischen Fernen Osten nicht durchgeführt. Die meisten Bauern in Blüchers Zuständigkeitsbereich waren ehemalige Kosaken des Ussuri-, Amur- und Baikal-Kosakenheers.

## Folgen der „Entkosakisierung“

### Emigration
Aufgrund des Russischen Bürgerkriegs emigrierten insgesamt über zwei Millionen Menschen aus dem ehemaligen Russischen Kaiserreich, dazu gehörten zwischen 60.000 und 80.000 Kosaken. Die meisten Emigranten siedelten sich in verschiedenen Teilen der Welt an, wobei sich zunächst in Bulgarien, Jugoslawien, Deutschland und China (besonders in der Mandschurei) größere Gruppen niederließen. Später wurden Frankreich, Kanada, die Vereinigten Staaten und Australien bevorzugte Zielländer. Die meisten Emigranten gaben nach einigen Jahren die Hoffnung auf ein baldiges Ende der Sowjetherrschaft auf und begannen sich in die Gesellschaft ihrer jeweiligen Gastländer zu integrieren.

### Kollaboration mit dem NS-Staat

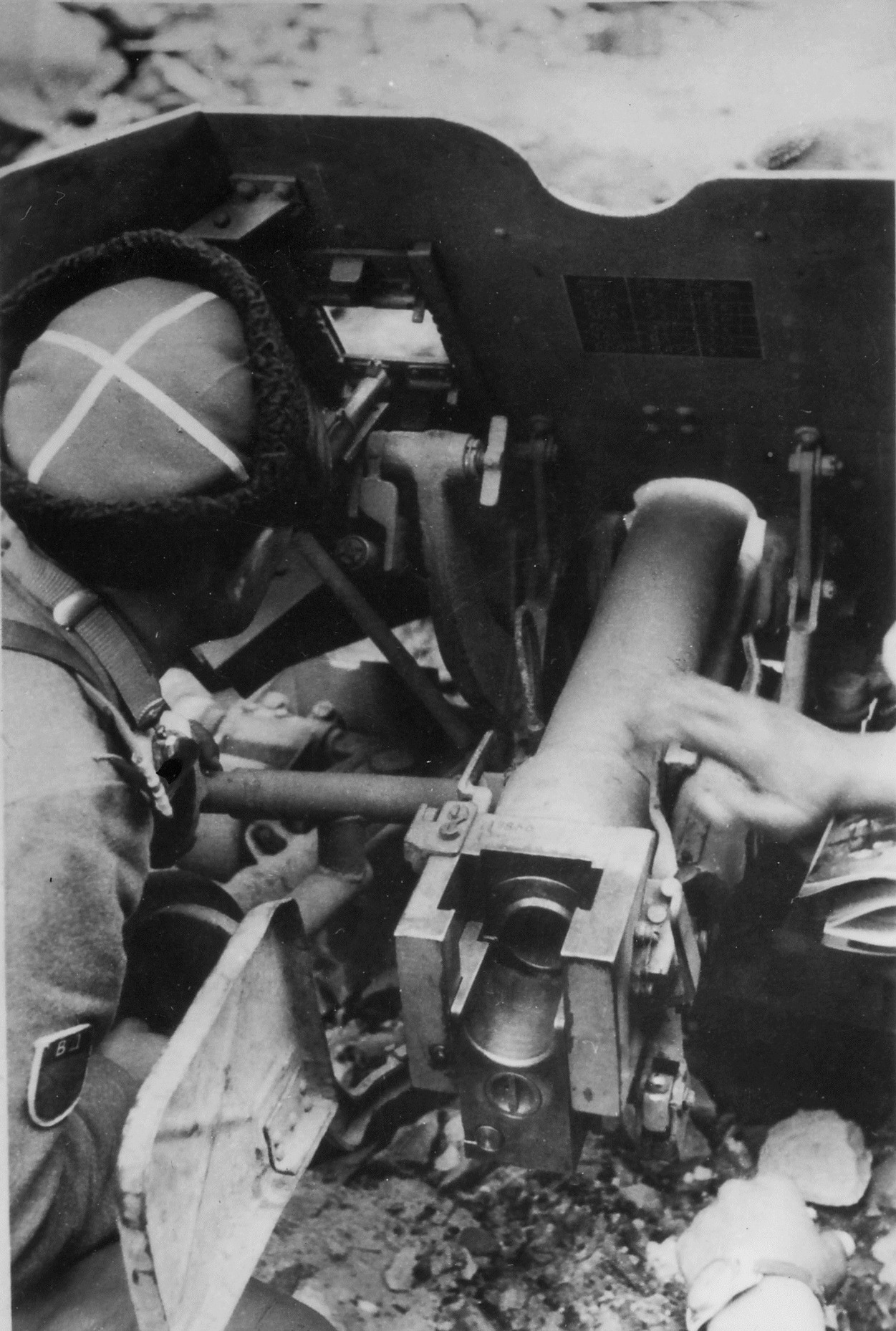
Kosake der Donkosaken-Abteilung des XV. SS Kosaken-Kavallerie-Korps während des Warschauer Aufstands (September 1944)

Viele Kosaken gaben jedoch den Kampf gegen die Sowjetherrschaft nicht auf und führten in den 1920er und 1930er Jahren Überfälle auf das sowjetische Grenzgebiet aus. In Europa organisierte Baron Wrangel die ROWS mit dieser Zielsetzung. Mit zunehmender Dauer dieses fruchtlosen Kampfes begannen sich bereits in den 1920er Jahren einige Kosaken faschistischen Bewegungen zunächst in Italien und später in Deutschland zuzuwenden. Dabei handelte es sich bis zum Beginn des Deutsch-Sowjetischen Krieges um kleinere faschistische Gruppen, deren Mitgliederzahl insgesamt niemals mehr als 10.000 betrug. Mit dem Überfall des Deutschen Reiches auf die Sowjetunion am 22. Juni 1941 änderte sich diese Situation. Aufgrund der vorher erlittenen systematischen Benachteiligungen während der „Entkosakisierung“, liefen viele Kosaken zu den deutschen Angreifern über, sodass bald darauf deutsche Kosakeneinheiten aus Emigranten der 1920er-Jahre und sowjetischen Überläufern aufgestellt wurden. (→1. Kosaken-Division) Diese Einheiten beteiligten sich bereitwillig an deutschen Kriegsverbrechen wie dem Holocaust und der Partisanenbekämpfung. Die Kosakenabteilung 600 nahm im Mai 1943 am berüchtigten Einsatz der Kampfgruppe von Gottberg am Unternehmen Cottbus in Weißrussland teil und das XV. SS Kosaken-Kavallerie-Korps half bei der Niederschlagung des Warschauer Aufstands.
Nach der deutschen Niederlage wurden die mit der Wehrmacht kollaborierenden Kosaken 1945 von der britischen Armee an die Sowjetunion ausgeliefert. (→Lienzer Kosakentragödie, →Operation Keelhaul) Die von den Briten an die Sowjetunion ausgelieferten Kosaken-Atamane und Generale, unter denen sich Pjotr Krasnow, Andrei Grigorjewitsch Schkuro, Girej Klytsch und T. I. Domanow befanden, wurden zusammen mit dem für die Aufstellung der deutschen Kosakenverbände hauptverantwortlichen General Helmuth von Pannwitz am 16. Januar 1947 zum Tode verurteilt und noch am selben Tag im Moskauer Lefortowo-Gefängnis hingerichtet.

### Kollaboration mit dem japanischen Kaiserreich
Während des Japanisch-Chinesischen Kriegs und nachfolgend im Zweiten Weltkrieg dienten auf dem Kriegsschauplatz China bis zum Kriegsende auch Weiße Kosaken der zweiten Generation in Fremdenregimentern der Kaiserlich-Japanischen Armee.
Im August 1945 ereilte die in der Mandschurei verbliebenen Kosaken dasselbe Schicksal, als die Rote Armee die Mandschurische Strategische Operation erfolgreich ausführte und das Japanische Kaiserreich am 2. September 1945 kapitulierte. Der Ataman Semjonow wurde im September 1945 in Dalian von sowjetischen Fallschirmjägern gefangen genommen und nach Moskau überführt. Dort wurde er vor dem Militärkollegium des Obersten Gerichtshofs der UdSSR wegen konterrevolutionärer Aktivitäten angeklagt und zum Tod durch Erhängen verurteilt. Das Urteil wurde am 29. August 1946 in Moskau vollstreckt.

## Rezeption
Isaak Babel veröffentlichte 1926 den Erzählungsband Die Reiterarmee, in dem teilweise sehr drastisch und brutal die Verhältnisse während des Russischen Bürgerkriegs beschrieben werden. Die Kurzgeschichte Der Lebenslauf des Matwej Rodionowitsch Pawlitschenko handelt von der Rache eines Hirten an seinem ehemaligen Gutsherren im Gouvernement Stawropol. Der bereits ab 1928 publizierte Roman Der stille Don von Michail Scholochow ist zeitlich in der Periode des Russischen Bürgerkriegs im Gebiet der Don-Kosaken verortet. Im Jahr 1965 veröffentlichte Juri Trifonow die Erzählung Widerschein des Feuers. Scholochow als auch Trifonow beschrieben die „Entkosakisierung“ laut dem Historiker Peter Holquist als Resultat des Wirkens von Sergei Syrzow und weiterer Mitglieder des Don-Büros der KPR(b), das durch Trotzki und Swerdlow von der Don-Region auf die Ebene Sowjetrusslands ausgeweitet worden sei. Dadurch wurde die Verantwortung für die „Entkosakisierung“ von der KPdSU und dem Sowjetstaat auf einzelne Personen abgeladen.
Das Wort „Entkosakisierung“ selbst wurde laut dem russischen Historiker Jurtschenko nach relativ vielen Jahren „halboffizieller“ Existenz als hochspezialisierter Begriff erst vor relativ kurzer Zeit offiziell in die russische Sprache aufgenommen und erstmals 1998 in erklärenden Wörterbüchern der russischen Sprache eingefügt. Erst 2015 wurde zu diesem historisch-philologischen Problem ein wissenschaftlicher Sonderartikel von Dr. O. A. Dawydowa über den Begriff „Entkosakisierung“ veröffentlicht.

## Aufarbeitung

### Politische Narrative und Juristische Bewertung
Am 17. Juli 1959 verabschiedete der Kongress der Vereinigten Staaten mit dem Public Law 86-90 ein Bundesgesetz, das ausdrücklich die Unterdrückung der hier neben vielen weiteren Nationen als ein Volk aufgefassten Kosaken („Cossackia“) verurteilte und zum Zeichen der Solidarität der Vereinigten Staaten mit diesen Völkern die „Woche der gefangenen Nationen“ einführte. Dieses klar im Kontext des Kalten Krieges eingeführte Gesetz wurde bis zum heutigen Tag nicht zurückgenommen und die „Woche der gefangenen Nationen“ wird weiterhin in der dritten Juliwoche eines Jahres begangen. (Stand November 2020)
Ab der Regierungszeit von Michail Gorbatschow wurde die Restauration des Kosakentums im postsowjetischen Russland betrieben. (→Kosakentum in der post-sowjetischen Ära) Im Jahr 1991 verabschiedete der Oberste Rat der RSFSR ein Gesetz „Über die Rehabilitation unterdrückter Völker“. In der Folge wurde die „Entkosakisierung“ zunehmend als kriminelle Politik der „Verleumdung und des Völkermords“ eingestuft. Die Opfer des Massenterrors gegen die Kosaken wurden explizit am 15. Juni 1992 vom Präsidenten der Russischen Föderation Boris Jelzin mit dem Dekret Nr. 632 „Über Maßnahmen zur Umsetzung des Gesetzes der Russischen Föderation «Über die Rehabilitation unterdrückter Völker» in Bezug auf die Kosaken“ rehabilitiert. In einer am 20. Februar 2012 in der Tageszeitung Rossijskaja gaseta erschienenen Grundsatzrede über die russischen Streitkräfte erkannte der Ministerpräsident der Russischen Föderation Wladimir Putin die „Entkosakisierung“ als einen Genozid an:

«Особо хочу сказать о казачестве. Сегодня к этому сословию себя относят миллионы наших сограждан. Исторически казаки находились на службе у Российского государства, защищали его границы, участвовали в боевых походах Русской армии. После революции 1917 г. казачество было подвергнуто жесточайшим репрессиям, по сути – геноциду. Однако казачество выжило, сохранив свою культуру и традиции. И задача государства – всячески помогать казакам, привлекать их к несению военной службы и военно-патриотическому воспитанию молодежи.»

„Ich möchte besonders über die Kosaken reden. Heute zählen sich Millionen unserer Mitbürger zu dieser Klasse. Historisch gesehen waren die Kosaken im Dienst für den russischen Staat, verteidigten seine Grenzen, nahmen an den Feldzügen der russischen Armee teil. Nach der Revolution von 1917 waren die Kosaken der schwersten Unterdrückung ausgesetzt - dem Völkermord. Die Kosaken überlebten jedoch und bewahrten ihre Kultur und Traditionen. Und die Aufgabe des Staates ist es, den Kosaken auf jede erdenkliche Weise zu helfen, sie in den Militärdienst und die militärpatriotische Erziehung der Jugend einzubeziehen.“

Der Autor Iwan Jurtschenko wies in seiner Aufarbeitung der Forschungsgeschichte der Historiografie der „Entkosakisierung“ darauf hin, dass die Leugnung des Genozids an den Kosaken nach russischem Recht strafbar sei. Der Jurist G. L. Moskalew wies in seiner Monografie „Strafbarkeit wegen Völkermordes: (Art. 357 StGB der Russischen Föderation).“ nach, dass im Fall der „Entkosakisierung“ nach russischem Recht Tatbestände eines Völkermordes erfüllt sind.

### Bewertung durch Historiker
Laut dem Historiker Holquist wurde in der westlichen Geschichtsschreibung die „Entkosakisierung“ häufig als ein klassisches Beispiel für die Neigung der Bolschewiki zu Terrormaßnahmen und ihre Nähe zu einem Genozid hervorgehoben.
In der sowjetischen Geschichtsschreibung wurde das Thema der „Entkosakisierung“ nur am Rande behandelt. Gleichzeitig unterlag das Thema nicht einem kompletten Zensurverbot, wie die vollständige Zitierung der Kosakenrichtlinie in der 1982 in Moskau erschienenen Monografie „Revolution und Kosaken“ vom A. P. Jermolin beweist.
In der Sowjetunion wurde die „Entkosakisierung“ zunächst als lokaler Exzess und Sabotage bewertet, die von versteckten Provokateuren und Trotzkisten durchgeführt wurde, die sich in die Kommandostrukturen der Südfront der Roten Armee eingeschlichen hatten. In späten sowjetischen Werken wie etwa von A. P. Jermolin waren echte Kommunisten immer gegen die verurteilte Politik der „Entkosakisierung“. Man stützte sich hierbei auf die Autorität Lenins, der die „Entkosakisierung“ am 3. Juni 1919 in einem Telegramm an die Südfront verurteilt hatte.
In der Zeit der Perestroika erlangte das Problem der „Entkosakisierung“ im Kontext der Wiederbelebung der Kosaken eine besondere politische und journalistische Brisanz. Die Politik der „Entkosakisierung“ wurde in dieser Zeit endgültig als Verbrechen eingestuft, was mit der Verabschiedung des Gesetzes „Über die Rehabilitation unterdrückter Völker“ seinen Höhepunkt fand. Die argumentativen Veröffentlichungen dieser Zeit waren wegen der heftig geführten politischen Diskussion auch nur von begrenztem wissenschaftlichen Wert.
In den 1990er und frühen 2000er Jahren konzentrierte sich die Historiografie auf die Erschließung neu entdeckter Quellen aus freigegebenen Archiven und dem Ausfüllen „leerer Stellen“ in der Geschichte des Bürgerkriegs in den Kosakenregionen. Die westliche Historiografie und die Geschichtsschreibung der russischen Emigration hatten in dieser Zeit erheblichen Einfluss auf die russische Geschichtsschreibung. Auf der Grundlage der hierdurch entstandenen breiten Quellenbasis war es Historikern in den 2010er Jahren möglich, einen neuen Blick auf die Ereignisse zu werfen, was sich im Erscheinen von insgesamt 79 größeren Publikationen in russischer Sprache (davon 7 Monografien und 2 Dokumentensammlungen) nach dem Jahr 2000 äußert. Konsens besteht zwischen den Autoren dahingehend, dass die „Entkosakisierung“ ein tragisches Ereignis in der Geschichte der Kosaken darstellt.
Der Historiker Holquist führt an, dass die ursprünglich auf westliche Historiker beschränkte Interpretation der „Entkosakisierung“ als Ereignis mit großer Ähnlichkeit zu einem Genozid auch in russischen Geschichtsschreibung an Bedeutung gewinnt. Holquist selbst lehnt diese Ansicht in Bezug auf die Donkosaken ab, da dieser verallgemeinernde Blick das völlig unterschiedliche Ausmaß der „Entkosakisierung“ in verschiedenen Staniza komplett außer Acht lässt. Der Schweizer Historiker Andreas Kappeler äußert sich über das Ergebnis der „Entkosakisierung“ mit den Worten:

„[…] Es ist allerdings fragwürdig, für die Zeit ab der Mitte der 1930er Jahre überhaupt noch von «den Kosaken» als eigener ethno-sozialer Gruppe mit einer ausgeprägten Identifikation zu sprechen.“

### Russisch
Die Sortierung der russischen Literatur erfolgte anhand der zuerst aufgeführten deutschen Transkription der erstgenannten Namen der Autoren nach dem deutschen Alphabet.
- Олег Олегович Антропов: Астраханское казачье войско в первой трети XX века [Oleg Olegowitsch Antropow: Die Astrachan-Kosakenarmee im ersten Drittel des 20. Jahrhunderts]. Dissertation, Moskau 1999; cheloveknauka.com abgerufen am 3. Dezember 2020
- Isaak Babel: Die Reiterarmee. Deutsch von Dmitri Umanski. Suhrkamp 1994, ISBN 3-518-22151-5
- Арлен Блюм: От неолита до Главлита [Arlen Wiktorowitsch Bljum: Vom Neolithikum zur Glawlit]. Nowikow-Verlag, Moskau 2009, ISBN 978-5-87991-078-0.
- Алексей Евгеньевич Богуцкий: Енисейское казачество в 1871–1920-х гг. [Alexej Jewgenjewitsch Boguzki: Das Jenissei-Kosakentum von 1871 bis in die 1920er Jahre]. In: [Geschichts-, Philosophie-, Politik- und Rechtswissenschaften, Kulturwissenschaften und Kunstgeschichte. Fragen der Theorie und Praxis], Ausgabe 12 / 2012, Gramota-Verlag, ISSN 1997-292X; gramota.net (PDF; 414 kB) abgerufen am 11. November 2020
- Л. И. Футорянский: Проблемы казачества: расказачивание [L. I. Futorjanski: Probleme des Kosakentums: Entkosakisierung]. In: Zeitschrift Вестник ОГУ, Februar 2002, S. 43–53; vestnik.osu.ru (PDF; 170 kB) abgerufen am 31. Oktober 2020
- Армен Сумбатович Гаспарян: Операция "Трест". Советская разведка против русской эмиграции. 1921–1937 гг. [Armen Subatowitsch Gasparian: Operation «Trust»: Sowjetischer Geheimdienst gegen die russische Emigration 1921–1937]. Wetsche, Moskau 2008, ISBN 978-5-9533-3534-8; militera.lib.ru abgerufen am 3. Dezember 2020
- W. A. Gontscharow, A. I. Kokurin (Hrsg.): russisch Гвардейцы Октября. Роль коренных народов стран Балтии в установлении и укреплении большевистского строя [Oktober-Gardisten. Die Rolle der Balten bei der Errichtung und Stärkung des bolschewistischen Regimes]. Indrik, Moskau 2009, ISBN 978-5-91674-014-1.
- О. Г. Гончаренко: Белое движение. Поход от Тихого Дона до Тихого океана [O. G. Gontscharenko: Weiße Bewegung: Wanderung vom Stillen Don zum Stillen Ozean]. Wetsche, Moskau 2007, ISBN 978-5-9533-1988-1.
- В. С. Кобзов: Уральская Варна: к 150-летию основания казачьей станицы [W. S. Kobsow: Ural-Warna: Zum 150. Jahrestag der Gründung des Kosakendorfs]. Staatliche Universität Tscheljabinsk, 1992, ISBN 5-230-17767-5; xn--74-6kcai1eua.xn--p1ai (PDF; 892 kB) abgerufen am 1. November 2020
- В. А. Коростелёв, А. К. Караулов: Православие в Маньчжурии. 1898–1956 [Korosteljow, Karaulow: Orthodoxie in der Mandschurei 1898–1956]. PSTGU, Moskau 2019, ISBN 978-5-7429-1307-8.
- М. В. Кротова: СССР и российская эмиграция в Маньчжурии (1920-е – 1950-е гг.) (Maria Wladimirowna Krotowa: Die UdSSR und die russische Emigration in der Mandschurei (1920er Jahre–1950er Jahre)). Dissertation, Historisches Institut Sankt Petersburg, 2015.  (online, abgerufen am 10. November 2020)
- В. Н. Ратушняк и др.: Летопись Кубанского казачьего войска, 1696–2006 [Waleri Nikolajewitsch Patuschnjak u. a.: Chronik des Kuban-Kosakenheeres, 1696–2006]. Verlag der Kuban-Kosaken, Krasnodar 2006, ISBN 5-93749-072-X.
- Dimitri Dimitrewitsch Penkowski: [Die Auswanderung der Kosaken als Teil der weißen Truppen aus Russland und ihre Folgen (1920–1945)]. Dissertation, Humanitäre Universität Moskau, 2006; dissercat.com abgerufen am 12. Dezember 2020
- Павел Маркович Полян: НЕ ПО СВОЕЙ ВОЛЕ…: История и география принудительных миграций в СССР [Pawel Markowitsch Polian: Gegen ihren Willen …: Die Geschichte und Geografie erzwungener Migrationen in der UdSSR]. O.G.I. Memorial, Moskau 2001, ISBN 5-94282-007-4; old.memo.ru abgerufen am 1. November 2020
  - englische Übersetzung: Pavel Polian: Against Their Will …: The History and Geography of Forced Migrations in the USSR. Central European University Press, Budapest 2004, ISBN 978-963-9241-73-2.
- А. А. Зайцев и др.: Кубановедение [A. A. Saizew u. a.: Kuban-Studien]. Krasnodar 2012, ISBN 978-5-93749-150-3; docplayer.ru abgerufen am 3. Dezember 2020
- O. I. Sergejew u. a. (Hrsg.): [Die Kosaken im Fernen Osten Russlands vom 17. bis zum 21. Jahrhundert – Zum 165-jährigen Bestehen des Baikal-Kosakenheers]. Chabarowsk, 2016; ihaefe.org (PDF; 2,5 MB) abgerufen am 17. November 2020
- Д. Суворов: Все против всех: неизвестная гражданская война на Южном Урале [Dimitri Suworow: Alle gegen Alle. Der unbekannte Bürgerkrieg im südlichen Ural]. Ural 1998; militera.lib.ru abgerufen am 24. Oktober 2020
- Лев Наумович Войтоловский: Всходил кровавый Марс: по следам войны [Lew Naumowitsch Woitolowski: Der Aufstieg des blutigen Mars im Gefolge des Krieges]. JuRAIT, Moskau 2018, ISBN 978-5-534-06124-6; militera.lib.ru abgerufen am 7. November 2020
- С.В. Волков и др.: Черная книга имен, которым не место на карте России [S. W. Wolkow u. a.: Das Schwarzbuch der Namen, die keinen Platz auf der Karte von Russland haben]. POSEW, 2005, ISBN 5-85824-155-7.

### Englisch
- Anne Applebaum: Gulag: A History. Doubleday, New York 2003, ISBN 0-7679-0056-1.
  - deutsche Übersetzung: Anne Applebaum: Der Gulag. Siedler-Verlag, Berlin 2003, ISBN 3-88680-642-1.
- Orlando Figes: A People’s Tragedy: The Russian Revolution 1891–1924. The Bodley Head, London 2017, ISBN 978-1-84792-451-3.
  - deutsche Übersetzung: Die Tragödie eines Volkes: Die Epoche der russischen Revolution 1891 bis 1924. Berlin Verlag, Berlin 1998, ISBN 3-8270-0243-5.
- Peter Kenez: Red Attack, White Resistance: Civil War in South Russia 1918. New Academia Publishing 2004, ISBN 0-9744934-4-9.
- Michael Kort: The Soviet Colosus: History and Aftermath. M.E. Sharpe, New York 2001. ISBN 978-0-7656-0396-8.
- Samuel J. Newland: Cossacks in the German army, 1941–1945. Routledge, 1991, ISBN 0-7146-3351-8.
- Donald Rayfield: Stalin and His Hangmen: The Tyrant and Those Who Killed for Him. Random House, 2004, ISBN 0-375-50632-2.
- Shane O’Rourke: The Cossacks. Manchester University Press, 2007, ISBN 978-0-7190-7680-0.
- R. J. Rummel: Lethal Politics: Soviet Genocide and Mass Murder Since 1917. Transaction Publishers, 1990, ISBN 1-56000-887-3; hawaii.edu abgerufen am 1. November 2020
- John J. Stephan: The Russian Fascists: Tragedy and Farce in Exile, 1925–1945. Harper and Row, New York 1978, ISBN 978-0-06-014099-1.

### Deutsch
- Hellmut G. Haasis (Hrsg.): Walter G. Kriwitzky: Ich war Stalins Agent. Trotzdem-Verlag, Grafenau-Döffingen 1990, ISBN 3-922209-33-5.
- Andreas Weigelt, Klaus-Dieter Müller, Thomas Saarschmidt, Mike Schmeitzner (Hrsg.): Todesurteile sowjetischer Militärtribunale gegen Deutsche (1944–1947): Eine historisch-biographische Studie. Vandenhoeck & Ruprecht, Göttingen 2015, ISBN 978-3-647-36968-6.